# Lagartos
Lagartos ist ein Ort und eine nordspanische Gemeinde (municipio) mit 117 Einwohnern (Stand: 2024) in der Provinz Palencia der Autonomen Gemeinschaft Kastilien-León. Neben dem Hauptort Lagartos gehören die Ortschaften Terradillos de los Templarios und Villambran de Cea zur Gemeinde.

## Lage und Klima
Lagartos liegt in der altkastilischen Meseta in einer Höhe von ca. 910 m. Die Provinzhauptstadt Palencia befindet sich gut 75 km (Fahrtstrecke) südöstlich. Durch den Süden der Gemeinde verläuft die Autovía A-231. Das Klima im Winter ist kühl, im Sommer dagegen trotz der Höhenlage gemäßigt bis warm; Niederschläge (ca. 658 mm/Jahr) fallen überwiegend im Winterhalbjahr.

## Bevölkerungsentwicklung
| Jahr      | 1970 | 1981 | 1991 | 2001 | 2011 | 2021 |
| Einwohner | 361  | 256  | 207  | 166  | 147  | 128  |

## Sehenswürdigkeiten

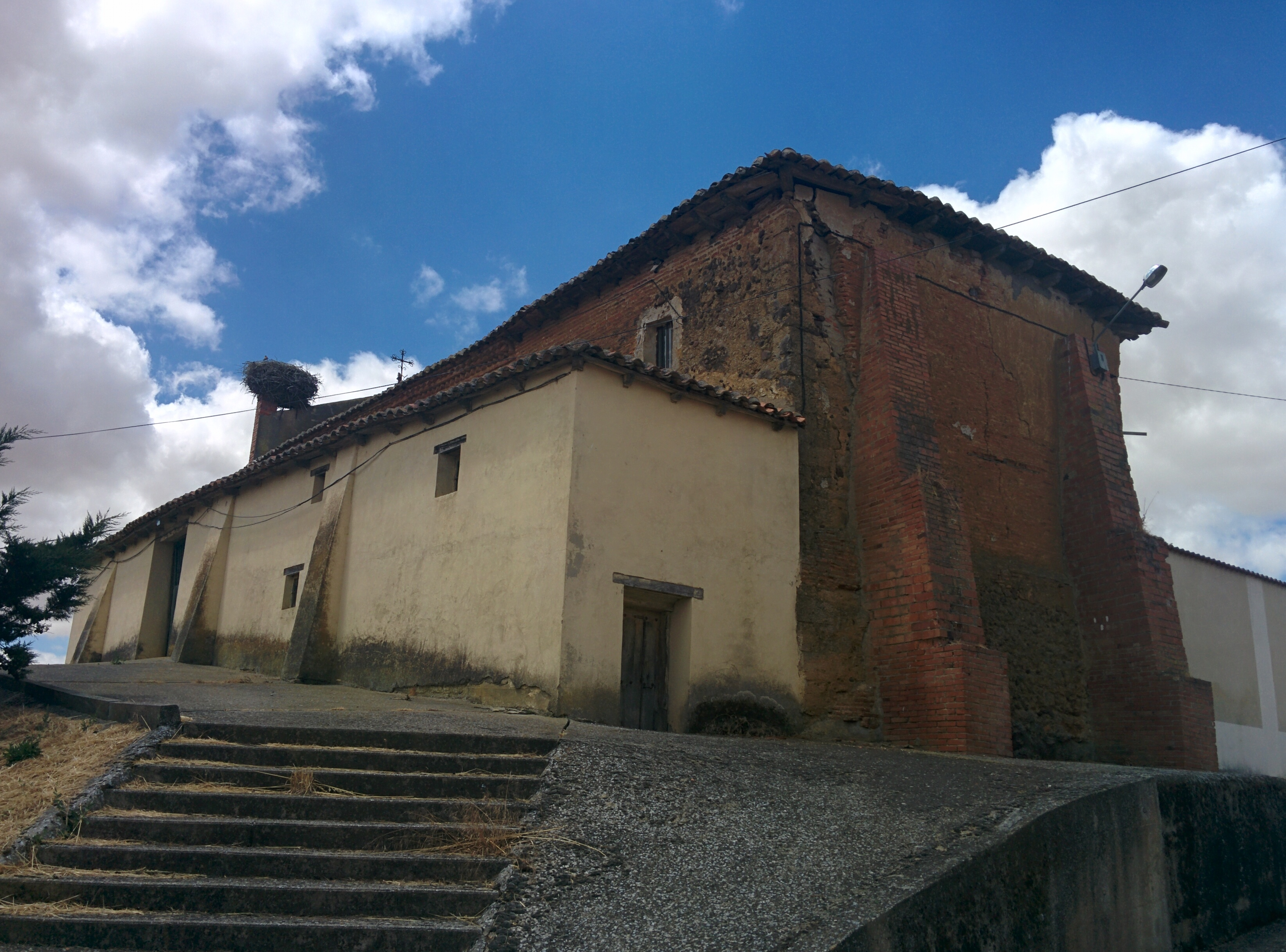
Vinzenzkirche
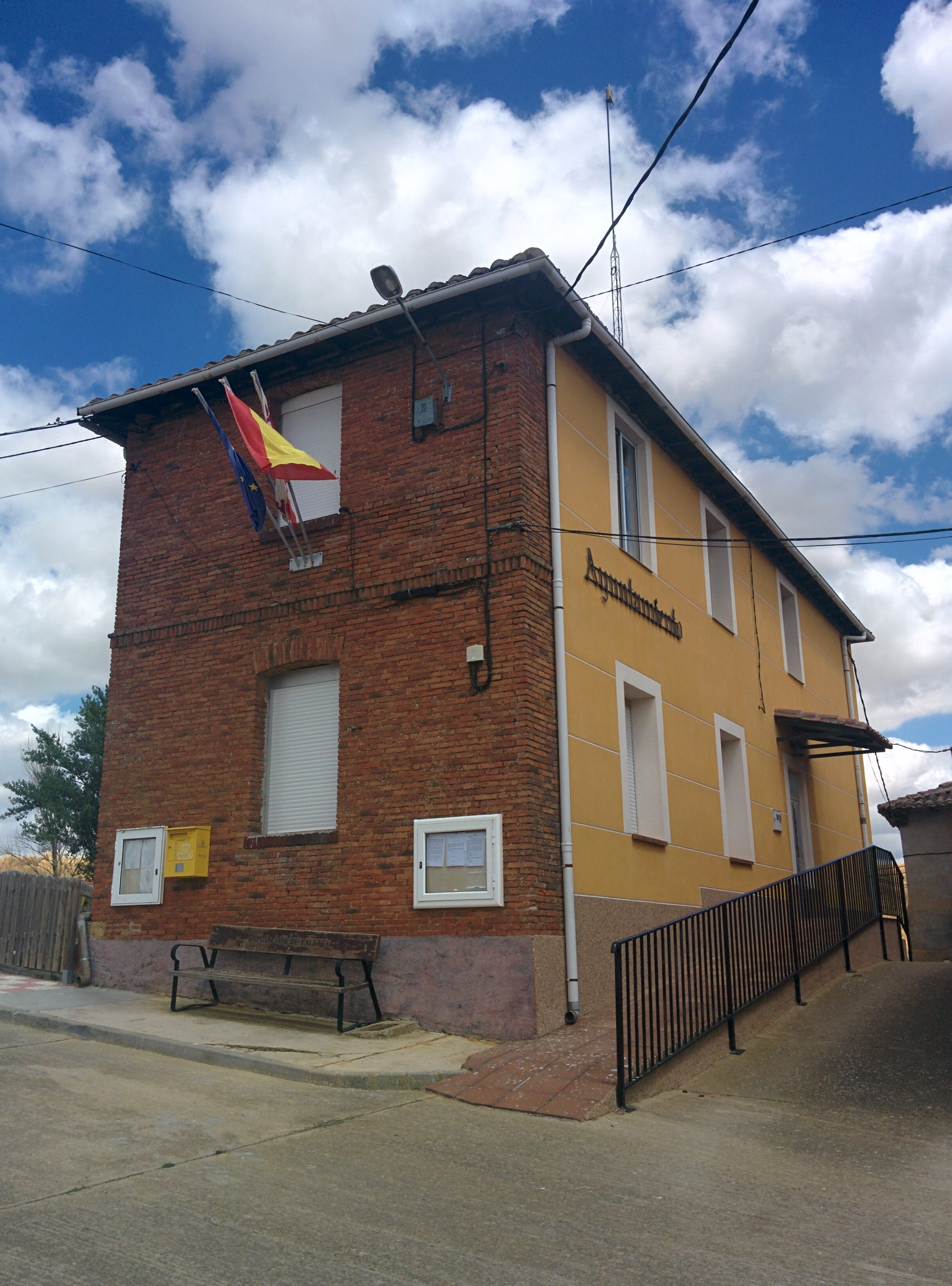
Rathaus

- Vinzenzkirche
- Rathaus